# Balnot-la-Grange
Balnot-la-Grange är en kommun i departementet Aube i regionen Grand Est (tidigare regionen Champagne-Ardenne) i nordöstra Frankrike. Kommunen ligger  i kantonen Chaource som ligger i arrondissementet Troyes. År 2022 hade Balnot-la-Grange 112 invånare.

## Befolkningsutveckling
Antalet invånare i kommunen Balnot-la-Grange
Referens: INSEE